# Омон (коммуна)
Омо́н (фр. Omont) — коммуна во Франции, находится в регионе Шампань — Арденны. Департамент — Арденны. Административный центр кантона Омон. Округ коммуны — Шарлевиль-Мезьер.
Код INSEE коммуны — 08335.
Коммуна расположена приблизительно в 195 км к северо-востоку от Парижа, в 80 км севернее Шалон-ан-Шампани, в 20 км к югу от Шарлевиль-Мезьера.

## Население
Население коммуны на 2008 год составляло 88 человек.
| 1962 | 1968 | 1975 | 1982 | 1990 | 1999 | 2008 |
| ---- | ---- | ---- | ---- | ---- | ---- | ---- |
| 86   | 61   | 44   | 42   | 52   | 98   | 88   |

## Администрация
| Период | Период | Фамилия          | Партия | Должность |
| ------ | ------ | ---------------- | ------ | --------- |
| 2001   | 2008   | Патрис Гаррек    |        |           |
| 2008   |        | Жан-Пьер Груссар |        |           |

## Экономика
В 2007 году среди 58 человек в трудоспособном возрасте (15—64 лет) 40 были экономически активными, 18 — неактивными (показатель активности — 69,0 %, в 1999 году было 76,8 %). Из 40 активных работали 39 человек (24 мужчины и 15 женщин), безработной была 1 женщина. Среди 18 неактивных 6 человек были учениками или студентами, 5 — пенсионерами, 7 были неактивными по другим причинам.

## Фотогалерея

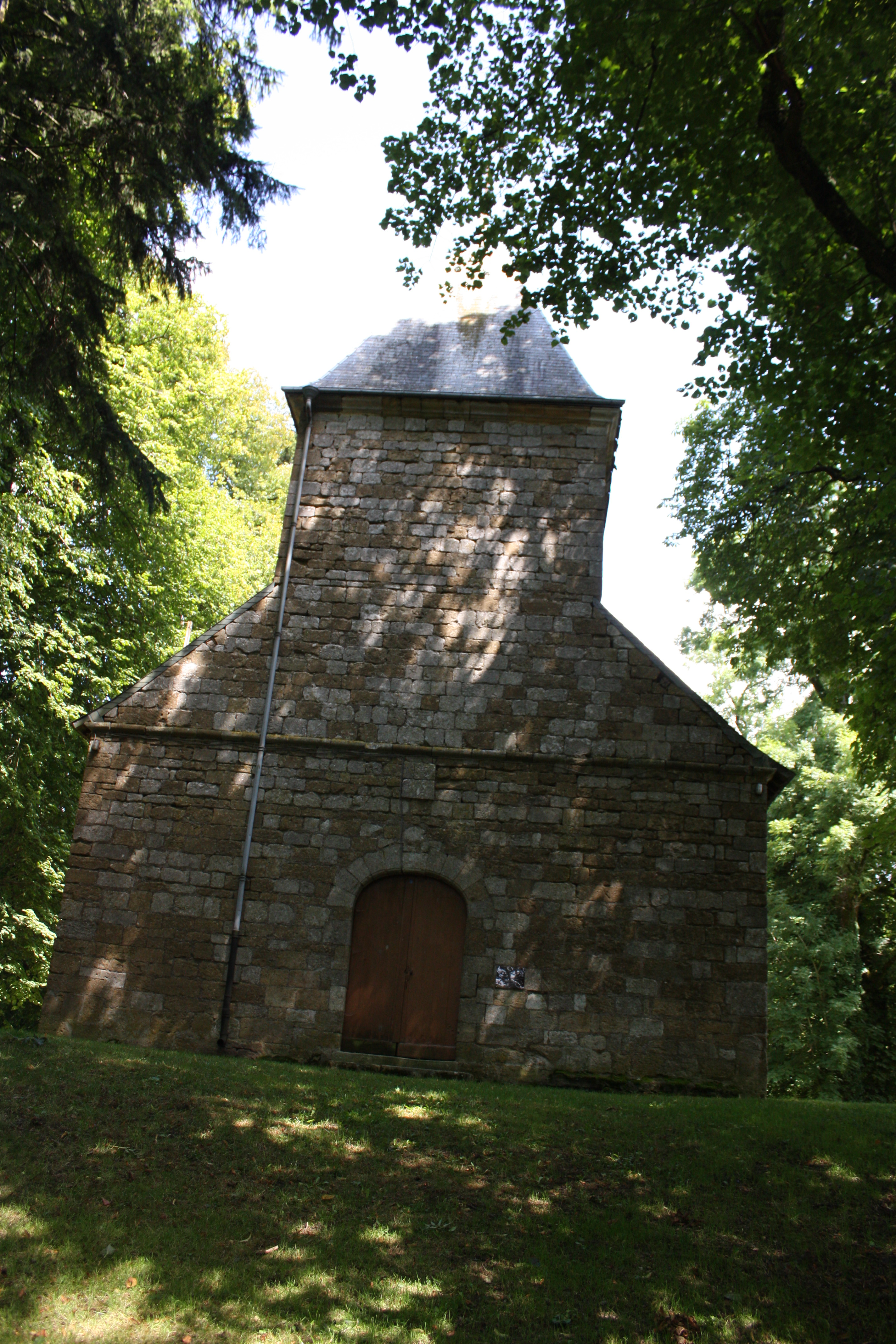
Церковь Святых Невинноубиенных
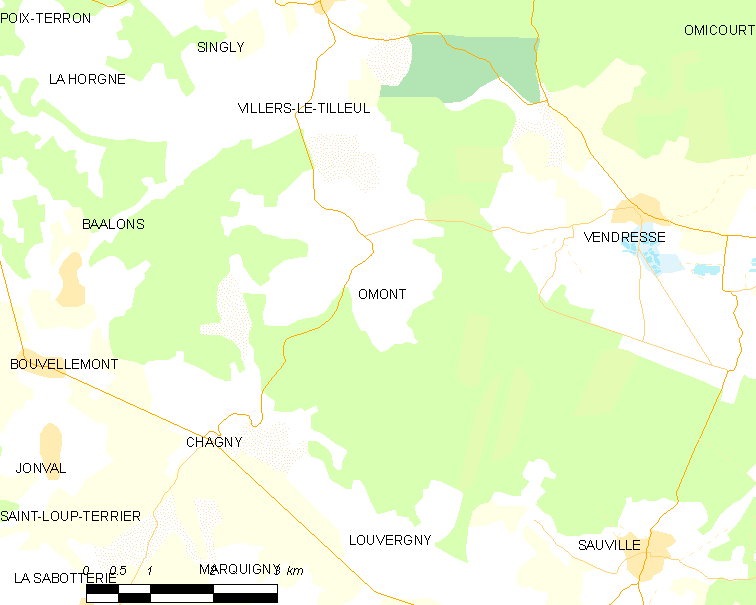
Карта коммуны